# Jagdtiger
Jagdtiger (en alemán, 'tigre cazador') es el nombre común de un cazacarros alemán de la Segunda Guerra Mundial. Basado en el chasis del Panzer VI Tiger Ausf. B, su última designación oficial alemana era Panzerjäger Tiger Ausf. B (‘cazatanques Tigre variante B’). La designación del inventario de vehículos militares alemanes para este tanque era Sd.Kfz. 186. Fue el vehículo blindado de combate más pesado usado durante la Segunda Guerra Mundial. Debido a la insuficiente potencia de su motor (700 CV) para desplazar tan elevado peso (72 Tm), unida a su limitada dinámica de tiro (carecía de torreta), el Jagdtiger sufría continuos problemas mecánicos y no tuvo apenas influencia en el resultado final de los combates.

## Diseño
El Jagdtiger era la ampliación lógica de los diseños de los Jagdpanzer a partir de los diseños de los carros de combate, igual que el Jagdpanther provenía del Panther. El Jagdtiger utilizaba una supestructura en forma de caja colocada encima de un chasis alargado del Tiger II. La idea del Jagdtiger empezó a principios de 1943 y los prototipos fueron fabricados por Porsche y Henschel, de igual modo que los del Tiger II.
El vehículo presentaba un blindaje muy grueso y un cañón PaK 44 L/55 de 128 mm, capaz de destruir cualquier carro de combate de la II Guerra Mundial, incluso a largas distancias (más de 3,5 kilómetros). El chasis frontal tenía 250 mm de blindaje, lo que lo hacía invulnerable a cualquier impacto en esa zona. Sin embargo, carecía de torreta, y el cañón solo podía girar transversalmente unos diez grados: el vehículo debía girar sobre sí mismo para poder apuntar a cualquier otra cosa fuera de su campo de tiro.
Sufría los mismos problemas que el Tiger II: un motor sin potencia suficiente, roturas mecánicas frecuentes y una maniobrabilidad pobre. Estos defectos, junto con la carencia de una torreta, lo hacía vulnerable a la infantería con armas anticarro y a los ataques aéreos aliados. Cuando tenía el apoyo correcto, el Jagdtiger era un oponente excepcional, especialmente a largas distancias. Sin embargo, los Jagdtiger eran desplegados en pequeñas cantidades debido a su escasa producción, reducida además por la falta de equipo, la fiabilidad baja y la escasez de combustible.

## Producción
Se ordenaron 150 Jagdtiger pero solo se fabricaron un total de 88 unidades. Los números de producción varían dependiendo de las fuentes y otros factores como la inclusión de los prototipos o los fabricados tras la victoria en Europa. Los números varían entre 77 y 85 producidos entre julio de 1944 y abril de 1945. Aproximadamente 48 unidades en 1944, y 36 en 1945.

## Combate
Los Jagdtiger comenzaron a ser asignados a unidades en septiembre de 1944. Se perdieron una quinta parte en combate, la mayoría destruidos por sus propias tripulaciones cuando los abandonaban debido a problemas mecánicos y la falta de repuestos y gasolina en las etapas finales de la guerra. El cañón utilizaba munición dividida en dos partes, por lo que se necesitaban dos cargadores para insertar el proyectil y la carga propulsora separadamente. Debido a esto, la cadencia de fuego era baja. Además, la cantidad de humo alertaba la posición del vehículo, e impedía temporalmente a su tripulación la visión.